# April O'Neil
April O'Neil (conocida como «Abril O'Neil» en Hispanoamérica) es un personaje ficticio de los cómics Tortugas Ninja Adolescentes Mutantes, de Mirage Studios, y de la saga de películas basadas en estos. En cada una de las continuidades de TMNT, April es una aliada de las tortugas. Era una asistente científica en la serie de cómics originales, y posteriormente se desenvolvió como periodista en su faceta más conocida. Como su amiga y aliada inseparable, no duda en ayudarles en todas sus peligrosas aventuras.
April fue expresada más tarde por Renae Jacobs en la serie animada de 1987, por Veronica Taylor en la serie animada de 2003, y por Sarah Michelle Gellar en la película TMNT de 2007. En la serie animada de 2012, April es la voz de Mae Whitman. En el cine, ha sido interpretada por Judith Hoag (1990), Paige Turco (1991 y 1993) y Megan Fox (2014 y 2016), y por Malina Weissman como la versión más joven del personaje en la película de 2014.

## Películas

### Teenage Mutant Ninja Turtles III (1993)
En Teenage Mutant Ninja Turtles III, Paige Turco retomó su papel de April O'Neil. En la película, April es transportada temporalmente al Japón feudal, lo que obliga a las Tortugas a viajar en el tiempo para rescatarla.

### Teenage Mutant Ninja Turtles (película de 2014)
April aparece en el reinicio Teenage Mutant Ninja Turtles con Megan Fox interpretando el papel.
Se informó que había una escena filmada pero no utilizada de una pelea entre April, Vernon Fenwick, Karai y el Clan del Pie en el centro de Manhattan que se eliminó de la película terminada. Will Arnett, quien interpretó a Vernon, dijo que su personaje "sale justo en el momento correcto [y] golpea a Karai con la camilla y la desequilibra un poco. Luego, April la termina."
Fox recibió un premio Golden Raspberry a la peor actriz de reparto por su interpretación de O'Neil.

### Teenage Mutant Ninja Turtles: Out of the Shadows (película de 2016)
Fox retomó su papel en la secuela Teenage Mutant Ninja Turtles: Out of the Shadows.

### Teenage Mutant Ninja Turtles: Mutant Mayhem (2023)
April aparece en la película CGI de 2023 Teenage Mutant Ninja Turtles: Mutant Mayhem, con la voz de Ayo Edebiri. Se la representa como una adolescente afroamericana que también usa anteojos como Donatello y es el interés amoroso de Leonardo. Se representa a April como queriendo ser periodista, pero es tímida ante la cámara, lo que resultó en un incidente en el que vomitó y se ganó el apodo de "April O'Puke" de sus compañeros de clase. Ella juega un papel vital en el clímax donde difunde el mensaje de que las Tortugas Ninja están luchando contra Superfly y no con él. Esta es la segunda iteración afroestadounidense del personaje desde la serie Rise of the Teenage Mutant Ninja Turtles, producida por Nickelodeon también en este caso.  Según el cocreador de los TMNT, Peter Laird, él nunca concibió a April como negra.